# Сквер Героїв добровольчих батальйонів, що несуть службу в зоні АТО
Сквер Героїв добровольчих батальйонів, що несуть службу в зоні АТО — сквер, розташований у середмісті Києва на перетині вулиць Мокрої та Людмили Проценко у Солом'янському районі міста Києва.

## Історична довідка
Жителі Солом'янського району протягом багатьох років боролися з незаконними спробами збудувати будівлю на перетині вулиць Мокрої та Людмили Проценко. В травні 2016 року, місцевий актив, спільно з бійцями добровольчих батальйонів виступили з ініціативою висадити їм сквер на честь героїв-добровольців на місці, де планувась незаконна побудова 24-ти поверхової будівлі.
Відкриття скверу відбулось 5 травня 2016 року.
14 жовтня 2016 року у День захисника України відкрито пам'ятний знак на честь героїв-добровольців АТО в сквері.

## Боротьба за сквер
Попри масові протести місцевих жителів, бізнесмени за підтримки місцевої влади не полишають планів звести на місці скверу незаконні будівлі..
В лютому 2008 року на громадському обговоренні місцеві жителі виступили проти забудови цієї ділянки. Але незважаючи на це, у 2015 році термін оренди продовжили. Орендарем виступила компанія з формальними офшорними власниками, а підрядником -  „Укрбуд“, директором якого на той час був Максим Микитась.
Протягом 12 років мешканці Солом'янського району Києва боролися проти незаконного будівництва на зсувонебезпечних територіях. Незважаючи на всі заборони і небезпеку для місцевих жителів, тут планували побудувати 24-поверховий офісний центр. До цього об'єкту мав безпосередній стосунок колишній міністр освіти часів Азарова Дмитро Табачник, а тепер, як заявляють місцеві жителі, причетний колишній голова „Укрбуду“ і нардеп Максим Микитась.»
Ще в травні 2016 року місцеві жителі звернулись до Київського  міського  голови В. В. Кличка з пропозицією "…за власним підписом, внести на розгляд Київської міської ради проект рішення "Про облаштування на земельній ділянці  (кадастровий номер 72:184:0060) скверу «Героїв добровольчих батальйонів, що несуть службу в зоні АТО», та розірвання угоди «Про поновлення товариству з обмеженою відповідальністю „Профіл“ договору оренди земельної ділянки для будівництва, обслуговування та експлуатації офісно-житлового комплексу з підземним паркінгом на перетині вул. Кудряшова та вул. Петра Красикова у Солом'янському районі м. Києва». Але звернення більш ніж 150 чоловік до цього часу не вплинуло на вирішення питяння на користь місцевої громади.
Влітку 2016 року Київською місцевою прокуратурою було подано до Господарського суду м. Києва позовну заяву про визнання недійсною угоди про поновлення договору оренди земельної ділянки ТОВ «Профіл», що розташована на перетині вул. Кудряшова та вул. Петра Красикова.
Господарський суд м. Києва розглянувши матеріали справи 12 грудня 2016 року виніс рішення про визнання недійсною угоди від 02.03.2016 № 35 про поновлення договору оренди земельної ділянки, зареєстрованого 19.12.2007 за № 72-6-00472.
15 лютого 2017 року Київський апеляційний господарський суд залишив рішення суду першої інстанції без змін тим самим підтвердивши незаконність поновлення ТОВ  «Профіл» договору оренди цієї земельної ділянки .
14 червня 2017 року Вищий господарський суд України підтвердив рішення Київського апеляційного господарський суду, а саме «касаційні скарги товариства з обмеженою відповідальністю „Профіл“ та Київської міської ради залишити без задоволення, а постанову Київського апеляційного господарського суду від 15.02.2017 у справі № 910/18807/16 Господарського суду м. Києва — без змін.».
Таким чином вкотре було підтверджено незаконність угоди про поновлення ТОВ  «Профіл» договору оренди земельної ділянки для будівництва офісно-житлового комплексу на місці Скверу Героїв добровольчих батальйонів.